# Republika Kina (1912. – 1949.)
Republika Kina bivša je država u istočnoj Aziji koja je postojala od 1912. do 1949. godine. Obuhvaćala je današnje teritorije Kontinentalne Kine, Mongolije i Tajvana. Republika Kina nastala je nakon zbacivanja posljednje kineske carske dinastije Qing, a kraju Republike Kine prethodio je Kineski građanski rat, iz kojeg se poraženi Kuomintang povukao na Tajvan i osnovao današnju Republiku Kinu, dok je pobjednička Komunistička partija Kine osnovala Narodnu Republiku Kinu na kontinentalnom dijelu Kine.
Prvi predsjednik Republike Kine bio je Sun Jat-sen. Njegova stranka, na čijem je čelu bio Song Jiaoren, pobijedila je na parlamentarnim izborima u prosincu 1912. godine. Međutim, vojska na čijem se čelu nalazio predsjednik Yuan Shikai, zadržala je kontrolu nad Nacionalnom vladom u Pekingu. Kina je nakon Yuanove smrti 1916. godine potpala pod kontrolu regionalnih gospodara rata, a najjače frakcije vodile su česte ratove kako bi preuzele vlast nad Pekingom.
U 1925. godini Kuomintang je započeo uspostavljanje nove vlade u južnom gradu Guangzhou. Ekonomija na sjeveru, preopterećena velikim troškovima koje su zahtijevali stalni sukobi gospodara rata, doživjela je krah u razdoblju od 1927. do 1928. godine. General Čang Kaj-šek postaje vođa Kuomintanga, pokreće Sjevernu ekspediciju protiv gospodara rata za ujedinjenje Kine te je pobijedio 1928. godine, postavši vođa cijele Kine.
Bilo je pokušaja industrijalizacije i modernizacije, ali to su znatno usporavali stalni sukobi Nacionalne vlade u Nankingu, Komunističke partije Kine, preostalih gospodara rata, i Japanskog Carstva. Tijekom Drugog kinesko-japanskog rata, Japan je počeo okupaciju dijelova Kine koja je trajala od 1937. do 1945. godine. Nakon bezuvjetne kapitulacije Japana 1945. godine, saveznici su konačno ostvarili pobjedu, ali hladni rat između Sjedinjenih Američkih Država i Sovjetskog Saveza dovodi do novih sukoba Kuomintanga i Komunističke partije Kine. Godine 1947. donesen je Ustav Republike Kine koji je zamijenio organski zakon iz 1928. godine kao osnovni državni zakon. Komunistička partija Kine osnovala je Narodnu Republiku Kinu 1949. godine, a poraženi Kuomintang se potom preselio na otok Tajvan.

## Povijest
Republika je službeno osnovana 1. siječnja 1912. godine, nakon završetka revolucije koja je počela 10. listopada 1911. godine, zbacivanjem dinastije Qing čime su završila dva tisućljeća dinastijske vladavine u Kini. Centralna vlast je jačala i slabila u zavisnosti od razdoblja gospodara rata (1915. – 1928.), japanske invazije (1937. – 1945.), i građanskog rata (1927. – 1949.). Centralna vlast najjača je bila za vrijeme Nankinškog desetljeća (1927. – 1937.), kada je većina Kine bila pod kontrolom Kuomintanga koji je provodio autoritarnost u jednostranačkoj državi. Nakon završetka Drugog svjetskog rata 1945. godine, Japansko Carstvo predalo je kontrolu nad Tajvanom s okolnim otocima Saveznicima, a Tajvan je stavljen pod administrativnom kontrolom Republike Kine. Legitimnost ovog transfera je sporan, a i drugi aspekti osporavaju suverenitet Kine nad Tajvanom.
Nakon Komunističkog preuzimanja kontinentalnog dijela Kine u građanskom ratu 1949. godine, a kasnije i Hainana, te još nekoliko drugih otoka tijekom ranih 1950-ih godina, pod kontrolom Kuomintanga ostali su samo: Tajvan, Penghu, Kinmen, Matsu i još nekoliko manjih otoka. Kuomintang je nakon poraza 1949. godine preselio vladu na Tajvan i proglasio je Taipei privremenim glavnim gradom. Komunistička partija Kine preuzela je kontrolu nad kontinentalnim dijelom Kine i osnovala je Narodnu Republiku Kinu s Pekingom kao glavnim gradom.